# Rumänien beim Eurovision Song Contest
Teilnehmende Rundfunkanstalt

Erste Teilnahme
1993
Bisher letzte Teilnahme
2023
Anzahl der Teilnahmen
24 (Stand 2023)
Höchste Platzierung
3 (2005, 2010)
Höchste Punktzahl
282 (2017)
Niedrigste Punktzahl
0 (2023 SF)
Punkteschnitt (seit erstem Beitrag)
82,40 (Stand 2019)
Punkteschnitt pro abstimmendem Land im 12-Punkte-System
2,00 (Stand 2019)
Dieser Artikel befasst sich mit der Geschichte Rumäniens als Teilnehmer am Eurovision Song Contest.

## Regelmäßigkeit der Teilnahme und Erfolge im Wettbewerb

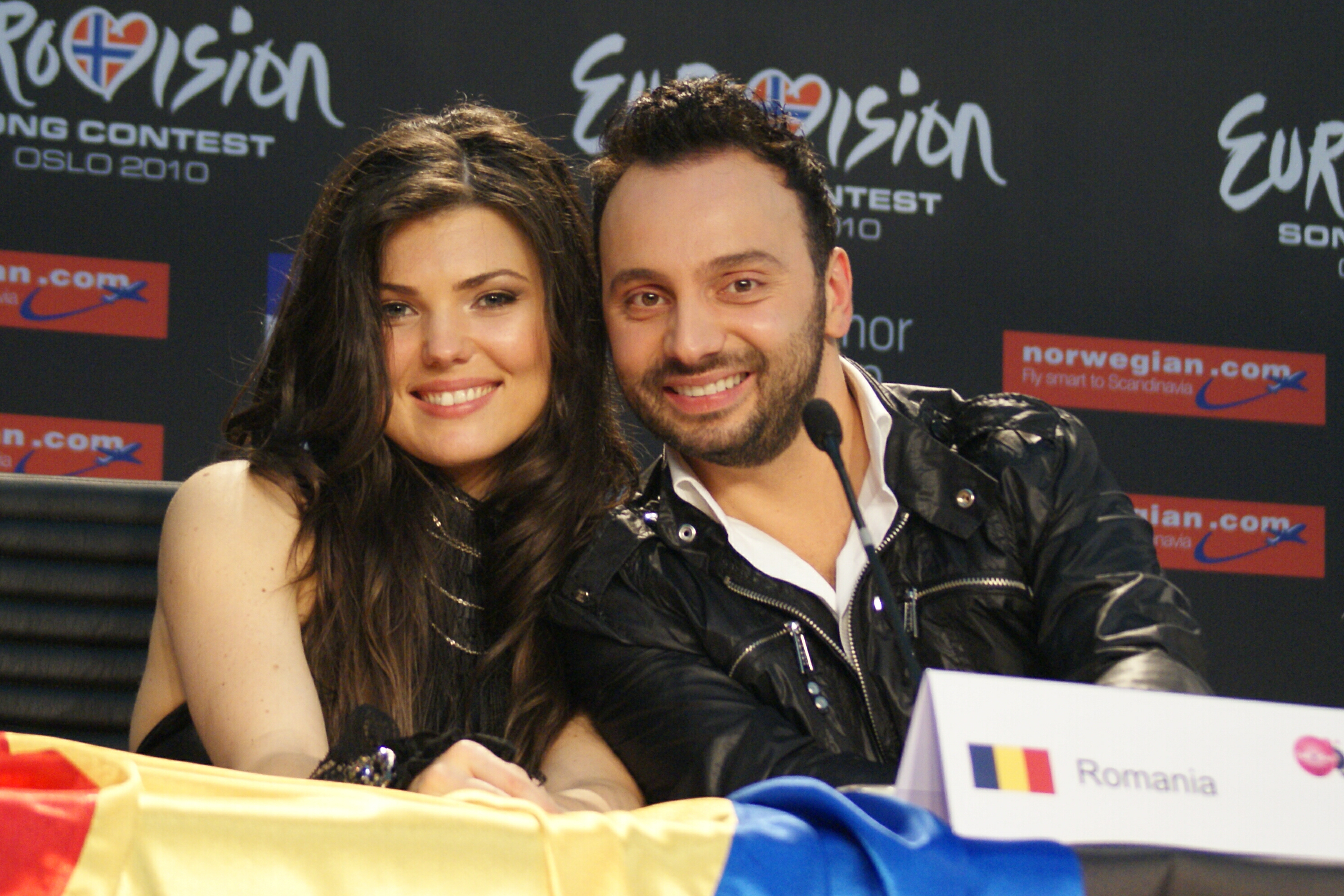
Paula Seling & Ovi holten Platz 3 im Jahre 2010 und somit das bis heute beste rumänische Ergebnis

Rumänien nahm bereits 1993 an der osteuropäischen Vorentscheidung zum Eurovision Song Contest teil und belegte dort den letzten Platz unter sieben Teilnehmern. Somit konnte sich da Land mit der Sängerin Dida Drăgan und deren Lied Nu pleca nicht für Millstreet qualifizieren. So kam es erst 1994 zum Debüt, welches allerdings wenig erfolgreich war. Der Sänger Dan Bittman belegte am Ende nur Platz 21 von 25. So musste Rumänien im Folgejahr eine Zwangspause einlegen aufgrund der schlechten Vorjahresplatzierung. 1996 veranstaltete die EBU dann eine interne Vorentscheidung zum Song Contest. Der von Monica Anghel & Sincron gesungene Beitrag Rugă pentru pacea lumii belegte am Ende nur den letzten Platz in der Vorentscheidung, womit Rumänien auch 1996 nicht teilnahm. Erst 1998 nahm das Land wieder am Finale teil, belegte dort aber nur Platz 22 von 25 mit sechs Punkten. Bis heute ist dies Rumäniens niedrigste Punktzahl im Wettbewerb. Durch die schlechte Platzierung 1998, musste das Land auch 1999 eine Zwangspause einlegen. Im Jahre 2000 nahm dann die Band Taxi teil, erreichte aber nur einen Platz im Mittelfeld mit Platz 17 von 24. Diese Platzierung führte dann zu einer erneuten Zwangspause für Rumänien 2001. Erst 2002 durfte das Land wieder teilnehmen und war von nun an deutlich erfolgreicher.
2002 trat das Duo Monica Anghel & Marcel Pavel mit dem Lied Tell Me Why für Rumänien an. Anghel vertrat das Land bereits 1996 in der internen Vorentscheidung der EBU, belegte dort aber nur den letzten Platz. 2002 hingegen gelang mit Marcel Pavel zusammen Platz 9 im Finale, was bis dahin die beste Platzierung des Landes im Wettbewerb darstellte. Nach diesem Erfolg nahm Rumänien auch 2003 teil und konnte sich mit Platz 10 erneut unter den besten Zehn platzieren. 2004 hingegen erreichte der rumänische Beitrag wieder nur Platz 18. 2005 musste das Land daher zum ersten Mal im Halbfinale antreten. Die Sängerin Luminița Anghel und die Band Sistem holten im Halbfinale Platz 1, womit Rumänien erfolgreich das Finale erreichte. Dort kam dann der große Erfolg, denn am Ende verbuchte das Land Platz 3 mit 158 Punkten, was die beste rumänische Platzierung sowie Punktzahl bis dahin darstellte. 2006 war das Land daher wieder für das Finale vorqualifiziert und holte dort erneut eine Platzierung unter den besten Fünf. Der Sänger Mihai Trăistariu landete am Ende auf Platz 4 und holte mit 172 Punkten sogar eine höhere Punktzahl als die Vertreter des Vorjahres. 2007 war das Land erneut vorqualifiziert für das Finale, erreichte dort aber nur Platz 13. Auch die Beiträge 2008 und 2009 konnten mit Platz 20 sowie Platz 19 nicht an die vorherigen Erfolge anknüpfen. Erst 2010 gab es wieder einen Erfolg für Rumänien zu feiern.
So belegte das Duo Paula Seling & Ovi am Ende im Finale Platz 3 mit 162 Punkten, was bis heute das beste rumänische Ergebnis im Wettbewerb darstellt. 2011 hingegen belegte der rumänische Beitrag im Halbfinale zwar Platz 4, landete im Finale aber nur auf Platz 17. 2012 erreichte die Band Mandinga dann Platz 3 im Halbfinale, belegte aber im Finale nur Platz 12. 2013 erreichte Cezar im Finale eine ähnliche Platzierung und landete auf Platz 13. 2014 vertraten erneut Paula Seling & Ovi, die 2010 Platz 3 holten, das Land. Nach einem zweiten Platz im Halbfinale, folgte im Finale dann aber wieder nur eine Platzierung im Mittelfeld für Rumänien mit Platz 12. Auch 2015 landete das Land nur im Mittelfeld mit Platz 15. 2016 war ursprünglich geplant, dass Rumänien teilnehme. TVR hielt bereits eine nationale Vorentscheidung ab und hatte somit schon einen ausgewählten Beitrag. Wegen Schulden des rumänischen Senders TVR 1 bei der EBU in Gesamthöhe von 16 Millionen Schweizer Franken (rund 14,5 Millionen Euro), wurde Rumänien am 22. April 2016, also kurz vor dem ESC, für den Wettbewerb disqualifiziert. Laut der EBU habe der rumänische Rundfunk TVR seit Januar 2007 Schulden angehäuft. Damit war Rumänien das erste Land, das wegen nicht getilgter Schulden bei der Europäischen Rundfunkunion (EBU) vom Wettbewerb disqualifiziert wurde. Allerdings kehrte Rumänien bereits 2017 zum Wettbewerb zurück.
So schickte das Land 2017 Ilinca feat. Alex Florea mit dem Lied Yodel It!. Nach erfolgreicher Qualifikation für das Finale, holte das Duo am Ende Platz 7 und somit die beste rumänische Platzierung seit 2010. Mit 282 Punkten holte sie zudem eine neue Höchstpunktzahl für das Land. Nach diesem Erfolg, nahm das Land auch 2018 teil. Dort kam aber im Gegensatz zum Vorjahr, die Enttäuschung. Die Band The Humans belegte im Halbfinale nur Platz 11, womit Rumänien erstmals im Halbfinale ausschied. Damit verlor das Land im selben Jahr wie Aserbaidschan und Russland den Status, sich jedes Mal für das Finale qualifiziert zu haben. Während jedoch Aserbaidschan und Russland im folgenden Jahr wieder den Finaleinzug schafften und sich im Finale beide unter den besten 10 platzieren konnten, schied Rumänien 2019 erneut im Halbfinale aus. Auch 2021 gelang dem Land nicht der Finaleinzug. 2022 hingegen schaffte es WRS dann, Rumänien nach vier Jahren wieder in das Finale zu bringen. Dort belegte er mit Platz 18 von 25 eine Platzierung im unteren Mittelfeld. 2023 gab es dann einen Tiefpunkt für das Land: im Halbfinale schied man als Letztplatzierter ohne einen einzigen Punkt aus. Es stellt das bislang schlechteste Ergebnis des Landes beim ESC dar. 2024 zog man sich aufgrund finanzieller Schwierigkeiten vom Wettbewerb zurück. 
Insgesamt landeten also 9 von den 24 Beiträgen in der linken Tabellenhälfte. Insgesamt schied Rumänien viermal im Halbfinale aus und erreichte 2023 im Halbfinale einmal einen letzten Platz. Mit zwei dritten Plätzen und einigen Platzierungen im oberen Mittelfeld, zählt Rumänien zu den eher mäßig erfolgreichen Ländern im Wettbewerb. Das Land konnte seit seiner ersten Teilnahme im Jahr 1993 bislang den ESC noch nie gewinnen. 

## Liste der Beiträge
Farblegende:
– 1. Platz. 
– 2. Platz. 
– 3. Platz. 
– Punktgleichheit mit dem letzten Platz.
– ausgeschieden im Halbfinale/in der Qualifikation/im osteuropäischen Vorentscheid.
– keine Teilnahme/nicht qualifiziert.
– Absage des Eurovision Song Contests.
| Jahr      | Interpret                    | Titel Musik (M) und Text (T) | Sprache                                                           | Übersetzung                     | Finale                                              | Finale                                              | Halbfinale/ Qualifikation                           | Halbfinale/ Qualifikation                           | Nationaler Vorentscheid  |
| Jahr      | Interpret                    | Titel Musik (M) und Text (T) | Sprache                                                           | Übersetzung                     | Platz                                               | Punkte                                              | Platz                                               | Punkte                                              | Nationaler Vorentscheid  |
| --------- | ---------------------------- | --- | ----------------------------------------------------------------- | ------------------------------- | --------------------------------------------------- | --------------------------------------------------- | --------------------------------------------------- | --------------------------------------------------- | ------------------------ |
| 1993      | Dida Drăgan                  | Nu pleca M: Dida Drăgan; T: Adrian Ordean | Rumänisch                                                         | Geh nicht weg                   | Nicht qualifiziert Osteuropäischer Vorentscheid     | Nicht qualifiziert Osteuropäischer Vorentscheid     | 7 / 7                                               | 38                                                  | Selecția Națională 1993  |
| 1994      | Dan Bittman                  | Dincolo de nori M: Antonio Furtuna; T: Antonio Furtuna, Dan Bittman | Rumänisch                                                         | Jenseits der Wolken             | 21 / 25                                             | 14                                                  | Direkt für das Finale qualifiziert                  | Direkt für das Finale qualifiziert                  | Selecția Națională 1994  |
| 1995      | Nicht qualifiziert           | Nicht qualifiziert | Nicht qualifiziert                                                | Nicht qualifiziert              | Nicht qualifiziert                                  | Nicht qualifiziert                                  | Nicht qualifiziert                                  | Nicht qualifiziert                                  | Nicht qualifiziert       |
| 1996      | Monica Anghel & Sincron      | Rugă pentru pacea lumii M: Cornel Fugaru; T: Mirela Voiculescu Fugaru | Rumänisch                                                         | Gebet für den Frieden der Welt  | Nicht qualifiziert Qualifikationsrunde              | Nicht qualifiziert Qualifikationsrunde              | 29 / 29                                             | 11                                                  | Selecția Națională 1996  |
| 1997      | Auf Teilnahme verzichtet     | Auf Teilnahme verzichtet | Auf Teilnahme verzichtet                                          | Auf Teilnahme verzichtet        | Auf Teilnahme verzichtet                            | Auf Teilnahme verzichtet                            | Auf Teilnahme verzichtet                            | Auf Teilnahme verzichtet                            | Auf Teilnahme verzichtet |
| 1998      | Mălina Olinescu              | Eu cred M: Adrian Romcescu; T: Liliana Ștefan | Rumänisch                                                         | Ich glaube                      | 22 / 25                                             | 6                                                   | Direkt für das Finale qualifiziert                  | Direkt für das Finale qualifiziert                  | Selecția Națională 1998  |
| 1999      | Nicht qualifiziert           | Nicht qualifiziert | Nicht qualifiziert                                                | Nicht qualifiziert              | Nicht qualifiziert                                  | Nicht qualifiziert                                  | Nicht qualifiziert                                  | Nicht qualifiziert                                  | Nicht qualifiziert       |
| 2000      | Taxi                         | The Moon M/T: Dan Teodorescu | Englisch                                                          | Der Mond                        | 17 / 24                                             | 25                                                  | Direkt für das Finale qualifiziert                  | Direkt für das Finale qualifiziert                  | Selecția Națională 2000  |
| 2001      | Nicht qualifiziert           | Nicht qualifiziert | Nicht qualifiziert                                                | Nicht qualifiziert              | Nicht qualifiziert                                  | Nicht qualifiziert                                  | Nicht qualifiziert                                  | Nicht qualifiziert                                  | Nicht qualifiziert       |
| 2002      | Monica Anghel & Marcel Pavel | Tell Me Why M: Ionel Tudor; T: Mirela Voiculescu Fugaru | Englisch                                                          | Sag mir warum                   | 9 / 24                                              | 71                                                  | Direkt für das Finale qualifiziert                  | Direkt für das Finale qualifiziert                  | Selecția Națională 2002  |
| 2003      | Nicola                       | Don’t Break My Heart M: Mihai Alexandru; T: Nicola | Englisch                                                          | Brich mein Herz nicht           | 10 / 26                                             | 73                                                  | Direkt für das Finale qualifiziert                  | Direkt für das Finale qualifiziert                  | Selecția Națională 2003  |
| 2004      | Sanda Ladoși                 | I Admit M: George Popa; T: Irina Gligor | Englisch                                                          | Ich gestehe                     | 18 / 24                                             | 18                                                  | Direkt für das Finale qualifiziert                  | Direkt für das Finale qualifiziert                  | Selecția Națională 2004  |
| 2005      | Luminița Anghel & Sistem     | Let Me Try M/T: Cristian Faur | Englisch                                                          | Lass es mich versuchen          | 3 / 24                                              | 158                                                 | 1 / 25                                              | 235                                                 | Selecția Națională 2005  |
| 2006      | Mihai Trăistariu             | Tornerò M: Eduard Cîrcotă; T: Cristian Hriscu, Mihaela Deac | Englisch, Italienisch                                             | Ich werde zurückkehren          | 4 / 24                                              | 172                                                 | Direkt für das Finale qualifiziert                  | Direkt für das Finale qualifiziert                  | Selecția Națională 2006  |
| 2007      | Todomondo                    | Liubi liubi, I Love You M: Mister M; T: Mister M, Vlad Creţu, Ghedi Kamara | Englisch, Italienisch, Spanisch, Russisch, Französisch, Rumänisch | Liebe, Liebe, ich liebe dich    | 13 / 24                                             | 84                                                  | Direkt für das Finale qualifiziert                  | Direkt für das Finale qualifiziert                  | Selecția Națională 2007  |
| 2008      | Nico & Vlad Miriță           | Pe-o margine de lume M: Andrei Tudor; T: Andreea Andrei, Adina Șute | Rumänisch, Italienisch                                            | Am Rand der Welt                | 20 / 25                                             | 45                                                  | 7 / 19                                              | 94                                                  | Selecția Națională 2008  |
| 2009      | Elena Gheorghe               | The Balkan Girls M: Laurenţiu Duţă, Ovidiu Bistriceanu, Daris Mangal; T: Laurenţiu Duţă, Alexandru Pelin | Englisch                                                          | Die Mädchen vom Balkan          | 19 / 25                                             | 40                                                  | 9 / 18                                              | 67                                                  | Selecția Națională 2009  |
| 2010      | Paula Seling & Ovi           | Playing with Fire M/T: Ovidiu Cernăuțeanu | Englisch                                                          | Mit dem Feuer spielen           | 3 / 25                                              | 162                                                 | 4 / 17                                              | 104                                                 | Selecția Națională 2010  |
| 2011      | Hotel FM                     | Change M: Gabriel Băruță; T: Gabriel Băruță, Alexandra Ivan | Englisch                                                          | Verändern                       | 17 / 25                                             | 77                                                  | 4 / 19                                              | 111                                                 | Selecția Națională 2011  |
| 2012      | Mandinga                     | Zaleilah M: Costi Ionita; T: Elena Ionescu, Dihigo Omar Secada, Costi Ionita | Spanisch, Englisch                                                | –                               | 12 / 26                                             | 71                                                  | 3 / 18                                              | 120                                                 | Selecția Națională 2012  |
| 2013      | Cezar                        | It’s My Life M/T: Cristian Faur | Englisch                                                          | Es ist mein Leben               | 13 / 26                                             | 65                                                  | 5 / 17                                              | 83                                                  | Selecția Națională 2013  |
| 2014      | Paula Seling & Ovi           | Miracle M/T: Ovi, Philip Halloun, Frida Amundsen, Beyond51 | Englisch                                                          | Wunder                          | 12 / 26                                             | 72                                                  | 2 / 15                                              | 125                                                 | Selecția Națională 2014  |
| 2015      | Voltaj                       | De la capăt – All Over Again M: Călin Gavril Goia, Gabriel Constantin, Adrian Cristescu, Silviu-Marian Păduraru, Victor-Răzvan Alstani; T: Călin Gavril Goia, Gabriel Constantin, Adrian Cristescu, Silviu-Marian Păduraru, Victor-Răzvan Alstani, Monica-Ana Stevens, Andrei-Mădălin Leonte | Rumänisch, Englisch                                               | Von Anfang an – Dasselbe Wieder | 15 / 27                                             | 35                                                  | 5 / 16                                              | 89                                                  | Selecția Națională 2015  |
| 2016      | Ovidiu Anton                 | Moment of Silence M/T: Ovidiu Anton | Englisch                                                          | Moment der Stille               | Disqualifikation durch die EBU Ausstehende Gebühren | Disqualifikation durch die EBU Ausstehende Gebühren | Disqualifikation durch die EBU Ausstehende Gebühren | Disqualifikation durch die EBU Ausstehende Gebühren | Selecția Națională 2016  |
| 2017      | Ilinca feat. Alex Florea     | Yodel It! M: Mihai Alexandru; T: Alexandra Niculae | Englisch                                                          | Jodel es!                       | 7 / 26                                              | 282                                                 | 6 / 18                                              | 174                                                 | Selecția Națională 2017  |
| 2018      | The Humans                   | Goodbye M: Matei Alexandru, Alin Neagoe; T: Cristina Caramarcu | Englisch                                                          | Auf Wiedersehen                 | Ausgeschieden                                       | Ausgeschieden                                       | 11 / 18                                             | 107                                                 | Selecția Națională 2018  |
| 2019      | Ester Peony                  | On a Sunday M: Ester Alexandra Creţu, Alexandru Şerbu; T: Ioana Victoria Badea | Englisch                                                          | An einem Sonntag                | Ausgeschieden                                       | Ausgeschieden                                       | 13 / 18                                             | 71                                                  | Selecția Națională 2019  |
| 2020      | Roxen                        | Alcohol You a M: Ionuţ Armaşs, Viky Red; T: Ionuţ Armaş, Breyan Isaac | Englisch                                                          | Ich rufe dich an                | Absage wegen der COVID-19-Pandemie durch die EBU    | Absage wegen der COVID-19-Pandemie durch die EBU    | Absage wegen der COVID-19-Pandemie durch die EBU    | Absage wegen der COVID-19-Pandemie durch die EBU    | Selecția Națională 2020  |
| 2021      | Roxen                        | Amnesia M: Victor Bourosu; T: Victor Bourosu, Adelina Stinga | Englisch                                                          | Amnesie                         | Ausgeschieden                                       | Ausgeschieden                                       | 12 / 16                                             | 85                                                  | Interne Auswahl          |
| 2022      | WRS                          | Llámame M: Alexandru Turcu, Andrei Ursu, Cezar Gună; T: Andrei Ursu, Cezar Gună | Englisch, Spanisch                                                | Ruf mich                        | 18 / 25                                             | 65                                                  | 9 / 18                                              | 118                                                 | Selecția Națională 2022  |
| 2023      | Theodor Andrei               | D.G.T. (Off and On) M: Theodor-Octavian Andrei, Mikail Jahed; T: Theodor-Octavian Andrei, Mikail Jahed, Luca De Mezzo, Luca Ştefan Udățeanu | Rumänisch, Englisch                                               | Finger (Aus und An)             | Ausgeschieden                                       | Ausgeschieden                                       | 15 / 16                                             | 0                                                   | Selecția Națională 2023  |
| seit 2024 | Auf Teilnahme verzichtet     | Auf Teilnahme verzichtet | Auf Teilnahme verzichtet                                          | Auf Teilnahme verzichtet        | Auf Teilnahme verzichtet                            | Auf Teilnahme verzichtet                            | Auf Teilnahme verzichtet                            | Auf Teilnahme verzichtet                            | Auf Teilnahme verzichtet |

## Nationale Vorentscheide
Bisher wurden alle rumänischen Beiträge zum Eurovision Song Contest im Rahmen der nationalen Vorentscheidung Selecția Națională gewählt, wobei die Auswahlverfahren wechselten.

### 1993 bis 2002, 2005, 2010 bis 2012, 2014 und 2015
1993 bis 2002 wurde der rumänische Vertreter jeweils im Rahmen eines „klassischen“ Vorentscheids gewählt, wobei jedes Jahr im Rahmen einer Show zwischen elf und 20 Beiträge vorgestellt. Dabei stellte auch öfters ein Sänger zwei oder mehrere Beiträge vor. 1993 wurde der Sieger durch eine Umfrage bei 1100 Haushalten ermittelt, wobei nicht nur rumänische, sondern auch moldauische Haushalte befragt wurden. 1994 und 1996 wurde der Sieger durch regionale Jurys ermittelt, 1998 wurden die Jurys durch Televoting ergänzt. 2000 wurde erstmals ausschließlich per Telefon abgestimmt, was zu einem Skandal führte: Die Komponisten des zweitplatzierten Titels Why verklagten den rumänischen Fernsehsender, da sie, nachdem die Telefonleitungen geöffnet waren, in Führung lagen, und die Abstimmung nur eine Stunde dauern sollte. Aus unbekannten Gründen waren die Leitungen zwei weitere Stunden geöffnet, sodass Taxi an die Spitze kamen. Auch 2005, 2010 bis 2012, 2014 und 2015 wurde dieses System angewandt, der Sieger wurde allerdings durch 50 % Juryvoting und durch 50 % Televoting ermittelt.

### 2003 und 2004 sowie 2006 und 2007
2003 wurde ein neuer Vorentscheid-Modus entwickelt, wobei vor dem Finale noch zwei Halbfinalrunden stattfinden sollten. Insgesamt sollten sich je Halbfinale (mit in etwa zwölf Teilnehmern) sechs Kandidaten für die Endrunde qualifizierten, was nicht immer auch so im Endeffekt passierte: 2003 nahmen am Finale nur zehn Sänger teil, nachdem ein Beitrag disqualifiziert und ein zweiter zurückgezogen wurde. 2007 erwies sich Vorausscheidung als besonders skandalträchtig: Nach zwei Disqualifikationen nahmen bereits in den Halbfinals statt 24 nur 22 Sänger teil. Vor dem Finale wurden drei weitere Titel disqualifiziert und ein vierter freiwillig zurückgezogen, sodass nur noch acht Lieder übrigblieben.

### 2016 und 2017
2016 und 2017 gab es je ein Halbfinale vor dem Finale. 2016 gab es vor dem Finale ein Halbfinale mit zwölf Teilnehmer. Von denen qualifizierten sich sechs Interpreten für das Finale, wobei Tele- und Juryvoting je drei Interpreten direkt wählten. Im Finale traten somit sechs Teilnehmer gegeneinander an, wobei lediglich das Televoting den Sieger bestimmte. 2017 hingegen gab es vor dem Halbfinale ein öffentliches Casting, wo eine Jury die 15 Halbfinalisten wählte. Im Halbfinale qualifizierten sich zehn Teilnehmer durch 100 % Juryvoting für das Finale. Im Finale wurde der Sieger dann zu 100 % durch das Televoting bestimmt.

### 2018
2018 gab es zum 100-jährigen Bestehen Rumäniens eine groß angelegte Vorentscheidung mit insgesamt fünf Halbfinalen mit je 12 Interpreten. Eine Jury wählte pro Halbfinale drei Interpreten für das Finale aus, so dass am Ende 15 Interpreten am Finale teilnahmen. Dort entschied dann, wie im Vorjahr, alleinig das Televoting den Sieger.

### 2008, 2009, 2013 und 2019
2008 und 2009 gab es zwei Halbfinalrunden mit je zwölf Teilnehmern, von denen sich jeweils sechs Teilnehmer für das Finale qualifizierten. Abgestimmt wurde zu 50 % per Jury und zu 50 % durch Televoting. Auch 2013 wurde dieser Modus angewendet, allerdings mit je 16 Teilnehmern pro Halbfinale. 2019 gab es erstmals seit sechs Jahren wieder zwei Halbfinale vor dem Finale. Pro Halbfinale sollten je zwölf Teilnehmer antreten, da ein Interpret sich allerdings kurz vor den Sendung zurückzog, gab es ein Halbfinale mit elf und ein Halbfinale mit zwölf Interpreten. Pro Halbfinale bestimmte dann eine Jury fünf Finalisten, während ein weiterer Interpret durch das Televoting ermittelt wurde. Im Finale traten somit erneut zwölf Interpreten gegeneinander an, wobei eine international besetzte Jury zu 85 % den Sieger bestimmte und das Televoting nur 15 % des Endergebnisses ausmachten.

## Sprachen
Nach dem Fall der Sprachregel 1999 wurde kein rumänischer Beitrag ganz in der Landessprache vorgetragen, meist wurde auf Englisch zurückgegriffen. 2006 wurde Tornerò mit englischer Strophe und italienischem Refrain gesungen; 2007 wurde Liubi liubi, I Love You in sechs Sprachen gesungen: Englisch, Italienisch, Spanisch, Russisch, Französisch und Rumänisch tauchten alle im gleichen Umfang auf. Der Beitrag von 2008 wurde auf Rumänisch und Italienisch gesungen, während Zaleilah 2012 Spanisch und Englisch enthielt. De le capăt von 2015 wird zum Großteil auf Rumänisch gesungen, der letzte Refrain auf Englisch. Ferner wurde von den Beiträgen 1994 und 1998 englische Fassungen, vom Beitrag 2000 und vom Beitrag 2006 eine englisch-italienisch-griechische Fassung eingesungen.

## Kommerzielle Erfolge
Einige rumänische Beiträge wurden nationale Hits: 1994 wurde Dincolo de nori trotz schlechten Abschneidens zum beliebtesten Lied des Jahres gewählt. Weitere Hits wurden 2003, 2005 und 2006 erzielt. International war vor allem Tornerò erfolgreich und erzielte unter anderem in Malta, Island und Griechenland hohe Verkaufszahlen; der Sänger alleine verdiente an dem Lied rund eine Million Euro. Playing with Fire, der Beitrag von 2010, erreichte die Top-50 der Charts in Finnland, der Schweiz, Norwegen und Schweden.

## Punktevergabe
Folgende Länder erhielten die meisten Punkte von oder vergaben die meisten Punkte an Rumänien (Stand: 2023):
| Die meisten im Finale vergebenen Punkte | Die meisten im Finale vergebenen Punkte | Die meisten im Finale vergebenen Punkte |
| Platz                                   | Land                                    | Punkte                                  |
| --------------------------------------- | --------------------------------------- | --------------------------------------- |
| 1                                       | Moldau                                  | 181                                     |
| 2                                       | Griechenland                            | 109                                     |
| 3                                       | Schweden                                | 101                                     |
| 4                                       | Russland                                | 080                                     |
| 5                                       | Italien                                 | 079                                     |

| Die meisten im Finale erhaltenen Punkte | Die meisten im Finale erhaltenen Punkte | Die meisten im Finale erhaltenen Punkte |
| Platz                                   | Land                                    | Punkte                                  |
| --------------------------------------- | --------------------------------------- | --------------------------------------- |
| 1                                       | Moldau                                  | 159                                     |
| 2                                       | Spanien                                 | 142                                     |
| 3                                       | Israel                                  | 096                                     |
| 4                                       | Griechenland                            | 069                                     |
| 5                                       | Portugal                                | 065                                     |

| Die meisten insgesamt vergebenen Punkte | Die meisten insgesamt vergebenen Punkte | Die meisten insgesamt vergebenen Punkte |
| Platz                                   | Land                                    | Punkte                                  |
| --------------------------------------- | --------------------------------------- | --------------------------------------- |
| 1                                       | Moldau                                  | 294                                     |
| 2                                       | Griechenland                            | 168                                     |
| 3                                       | Schweden                                | 154                                     |
| 4                                       | Russland                                | 138                                     |
| 5                                       | Ungarn                                  | 136                                     |

| Die meisten insgesamt erhaltenen Punkte | Die meisten insgesamt erhaltenen Punkte | Die meisten insgesamt erhaltenen Punkte |
| Platz                                   | Land                                    | Punkte                                  |
| --------------------------------------- | --------------------------------------- | --------------------------------------- |
| 1                                       | Moldau                                  | 267                                     |
| 2                                       | Spanien                                 | 199                                     |
| 3                                       | Israel                                  | 188                                     |
| 4                                       | Malta                                   | 131                                     |
| 5                                       | Griechenland                            | 122                                     |

### Vergaben der Höchstwertung
Seit 1993 vergab Rumänien die Höchstpunktzahl im Finale an 15 verschiedene Länder, davon zwölfmal an Moldau. Im Halbfinale dagegen vergab Rumänien die Höchstpunktzahl an 14 verschiedene Länder, davon siebenmal an Moldau.
| Höchstwertung (Finale) | Höchstwertung (Finale)   | Höchstwertung (Finale)   |
| Jahr                   | Land                     | Platz (Finale)           |
| ---------------------- | ------------------------ | ------------------------ |
| 1993                   | Nicht qualifiziert       | Nicht qualifiziert       |
| 1994                   | Deutschland              | 3                        |
| 1995 1996              | Nicht qualifiziert       | Nicht qualifiziert       |
| 1997                   | Auf Teilnahme verzichtet | Auf Teilnahme verzichtet |
| 1998                   | Vereinigtes Königreich   | 2                        |
| 1999                   | Nicht qualifiziert       | Nicht qualifiziert       |
| 2000                   | Russland                 | 2                        |
| 2001                   | Nicht qualifiziert       | Nicht qualifiziert       |
| 2002                   | Nordmazedonien           | 19                       |
| 2003                   | Schweden                 | 5                        |
| 2004                   | Griechenland             | 3                        |
| 2005                   | Moldau                   | 6                        |
| 2006                   | Moldau                   | 20                       |
| 2007                   | Moldau                   | 10                       |
| 2008                   | Griechenland             | 3                        |
| 2009                   | Moldau                   | 14                       |
| 2010                   | Dänemark                 | 4                        |
| 2011                   | Moldau                   | 12                       |
| 2012                   | Moldau                   | 11                       |
| 2013                   | Moldau                   | 11                       |
| 2014                   | Schweden                 | 3                        |
| 2015                   | Italien                  | 3                        |
| 2016                   | Disqualifiziert          | Disqualifiziert          |
| 2017                   | Niederlande (J)          | 11                       |
| 2017                   | Moldau (T)               | 3                        |
| 2018                   | Österreich (J)           | 3                        |
| 2018                   | Moldau (T)               | 10                       |
| 2019                   | Australien (J)           | 9                        |
| 2019                   | Niederlande (T)          | 1                        |
| 2020                   | Wettbewerb abgesagt      | Wettbewerb abgesagt      |
| 2021                   | Malta (J)                | 7                        |
| 2021                   | Moldau (T)               | 13                       |
| 2022                   | Ukraine (J)              | 1                        |
| 2022                   | Moldau (T)               | 7                        |
| 2023                   | Italien (J)              | 4                        |
| 2023                   | Moldau (T)               | 18                       |
| 2024 2025              | Auf Teilnahme verzichtet | Auf Teilnahme verzichtet |

| Höchstwertung (Halbfinale) | Höchstwertung (Halbfinale) | Höchstwertung (Halbfinale) |
| Jahr                       | Land                       | Platz (Halbfinale)         |
| -------------------------- | -------------------------- | -------------------------- |
| 2004                       | Griechenland               | 3                          |
| 2005                       | Moldau                     | 2                          |
| 2006                       | Bosnien und Herzegowina    | 2                          |
| 2007                       | Moldau                     | 10                         |
| 2008                       | Griechenland               | 1                          |
| 2009                       | Türkei                     | 2                          |
| 2010                       | Dänemark                   | 5                          |
| 2011                       | Moldau                     | 10                         |
| 2012                       | Griechenland               | 4                          |
| 2013                       | Aserbaidschan              | 2                          |
| 2014                       | Österreich                 | 1                          |
| 2015                       | Russland                   | 1                          |
| 2016                       | Disqualifiziert            | Disqualifiziert            |
| 2017                       | Niederlande (J)            | 4                          |
| 2017                       | Ungarn (T)                 | 2                          |
| 2018                       | Moldau (J & T)             | 3                          |
| 2019                       | Moldau (J & T)             | 12                         |
| 2020                       | Wettbewerb abgesagt        | Wettbewerb abgesagt        |
| 2021                       | Malta (J)                  | 1                          |
| 2021                       | Ukraine (T)                | 2                          |
| 2022                       | Schweden (J & T)           | 1                          |
| 2023                       | Slowenien                  | 5                          |
| 2024 2025                  | Auf Teilnahme verzichtet   | Auf Teilnahme verzichtet   |

## Verschiedenes
- Einige Sängerinnen und Sänger hatten, bevor sie ihr Land vertreten durften, schon häufig an der rumänischen Vorentscheidung teilgenommen, allen voran Monica Anghel 2002 (fünf Mal mit insgesamt sieben Beiträgen), Nicola 2003 (sechs Mal) und Mihai Trăistariu (fünf Mal). Mit insgesamt acht Beiträgen führt Monica Anghel damit die Liste der häufigsten Vorentscheid-Teilnehmer an.

## Impressionen

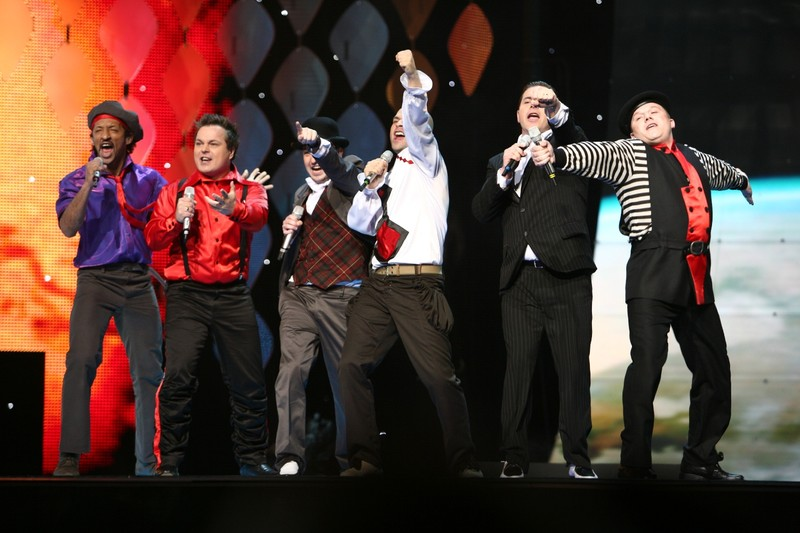
Todomondo 2007
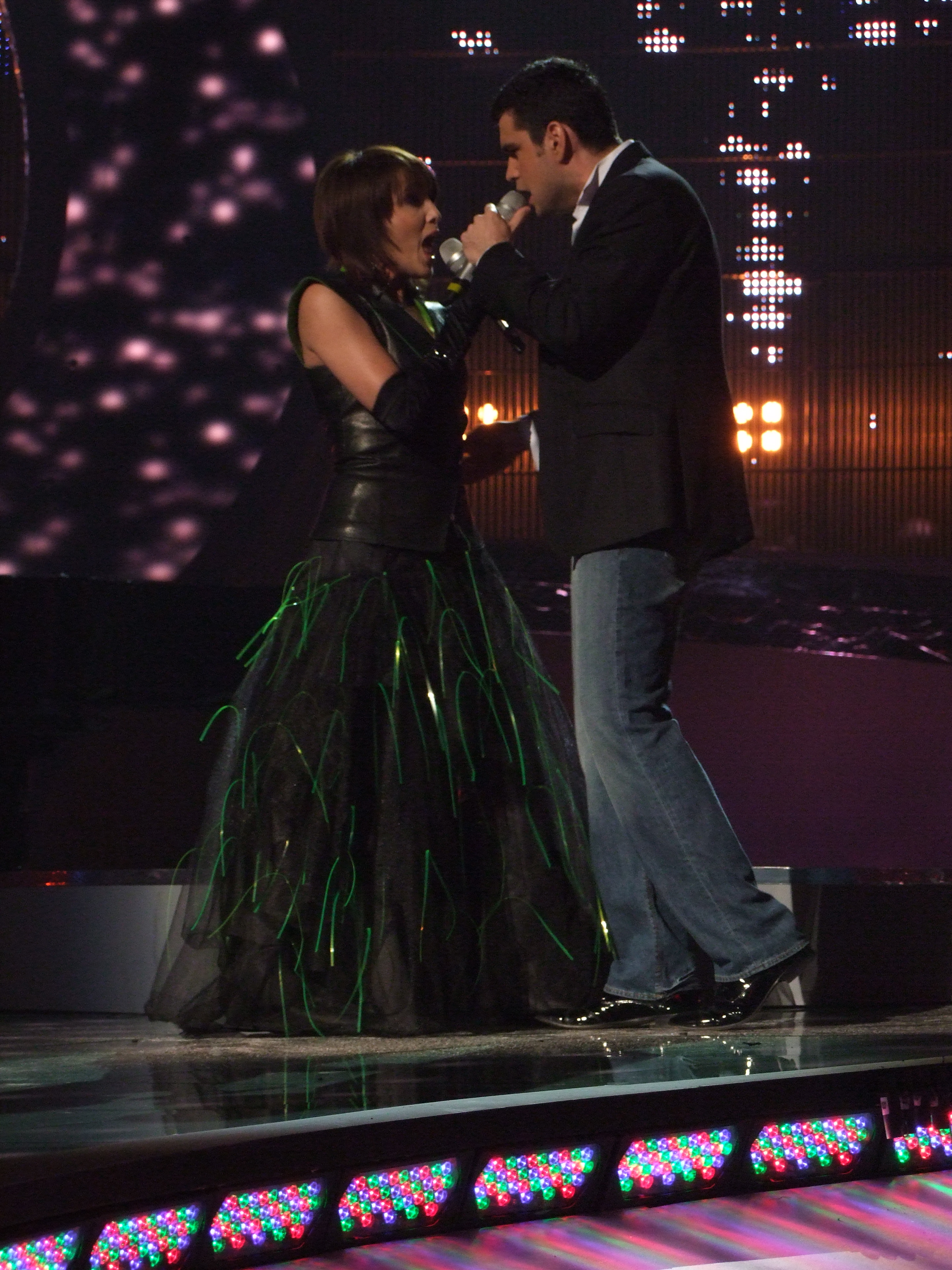
Nico & Vlad Miriță 2008
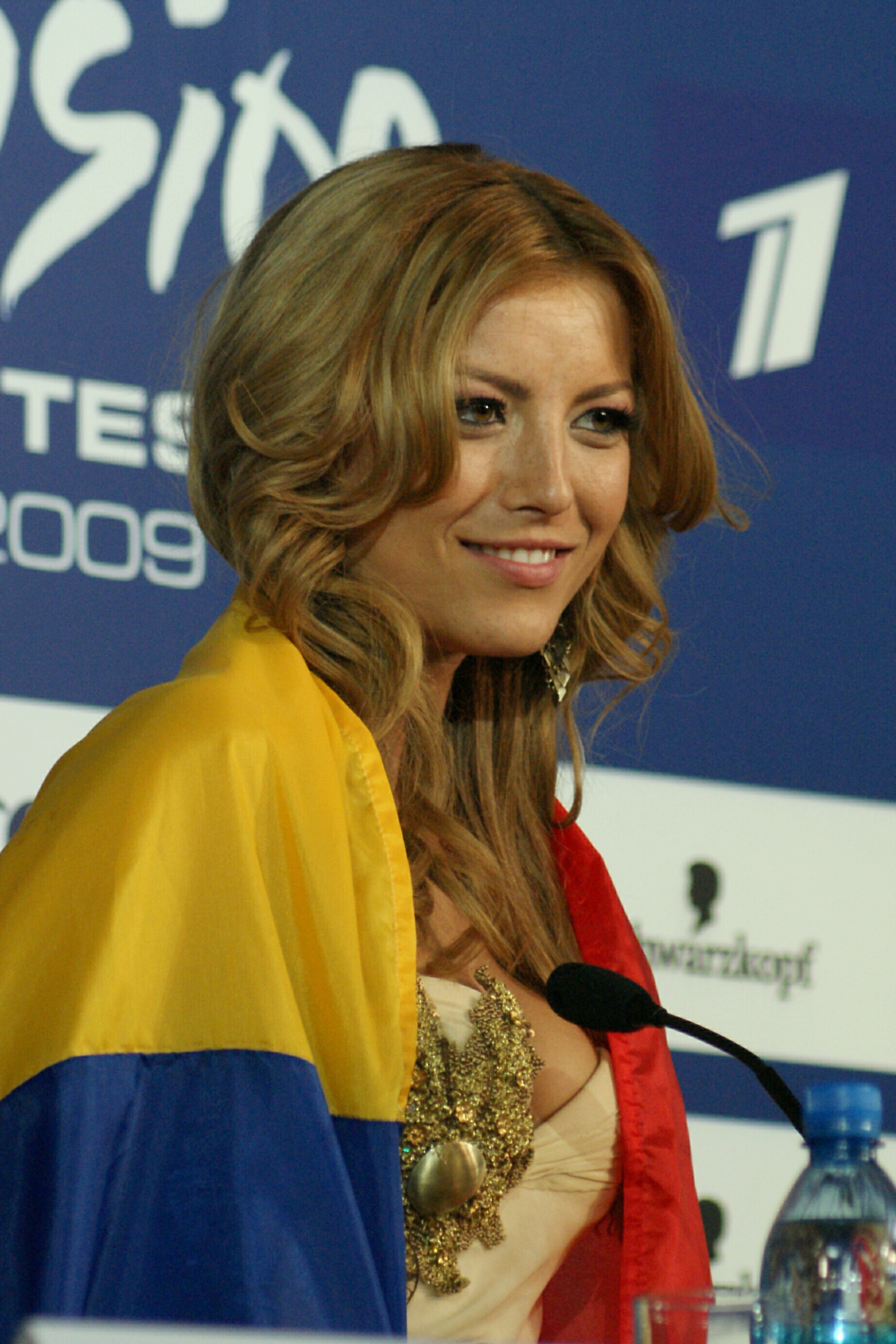
Elena Gheorghe 2009
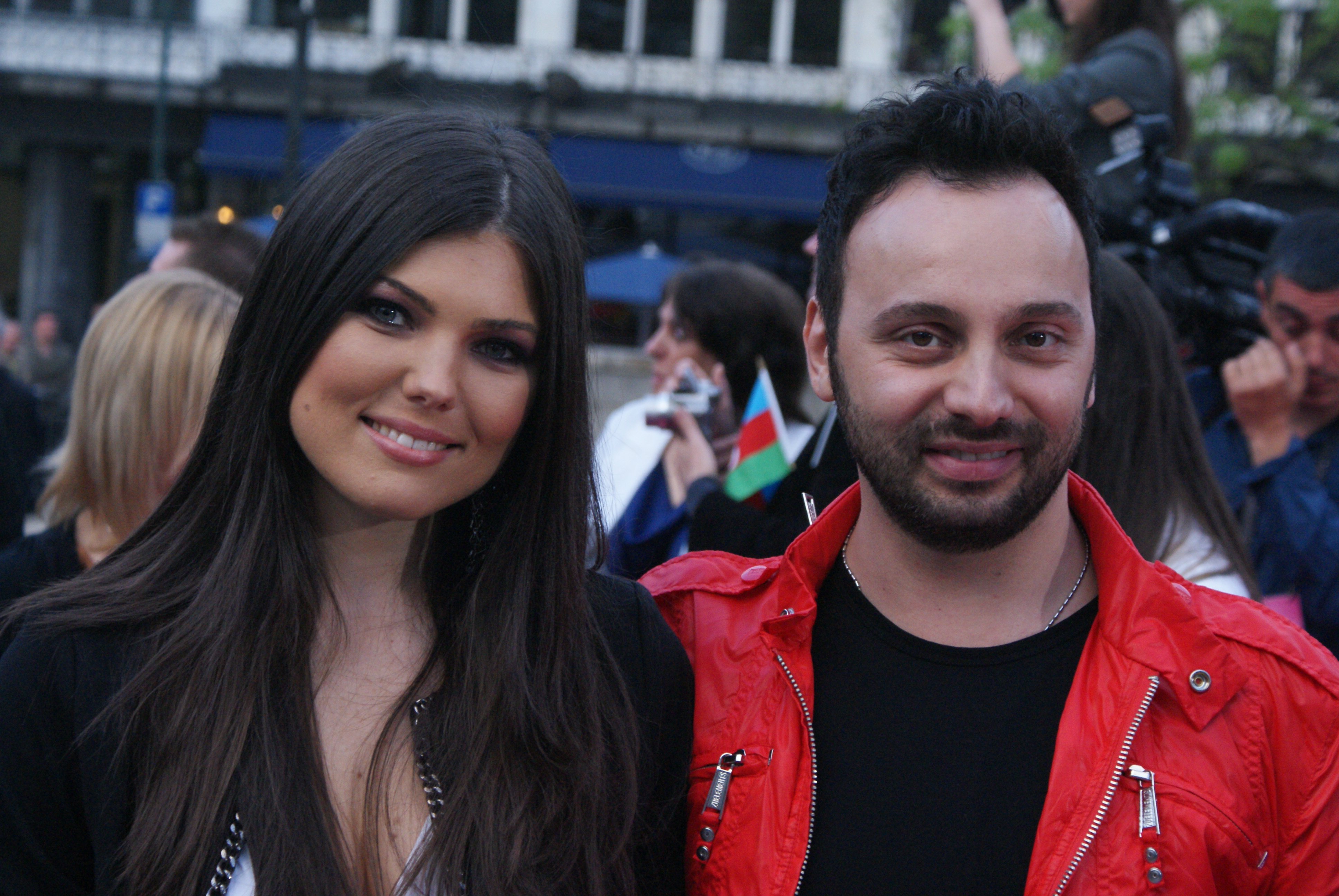
Paula Seling & Ovi 2010
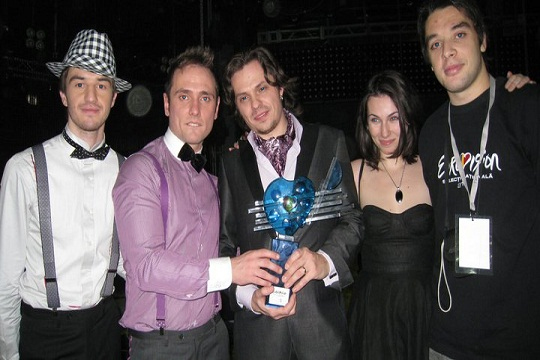
Hotel FM 2011
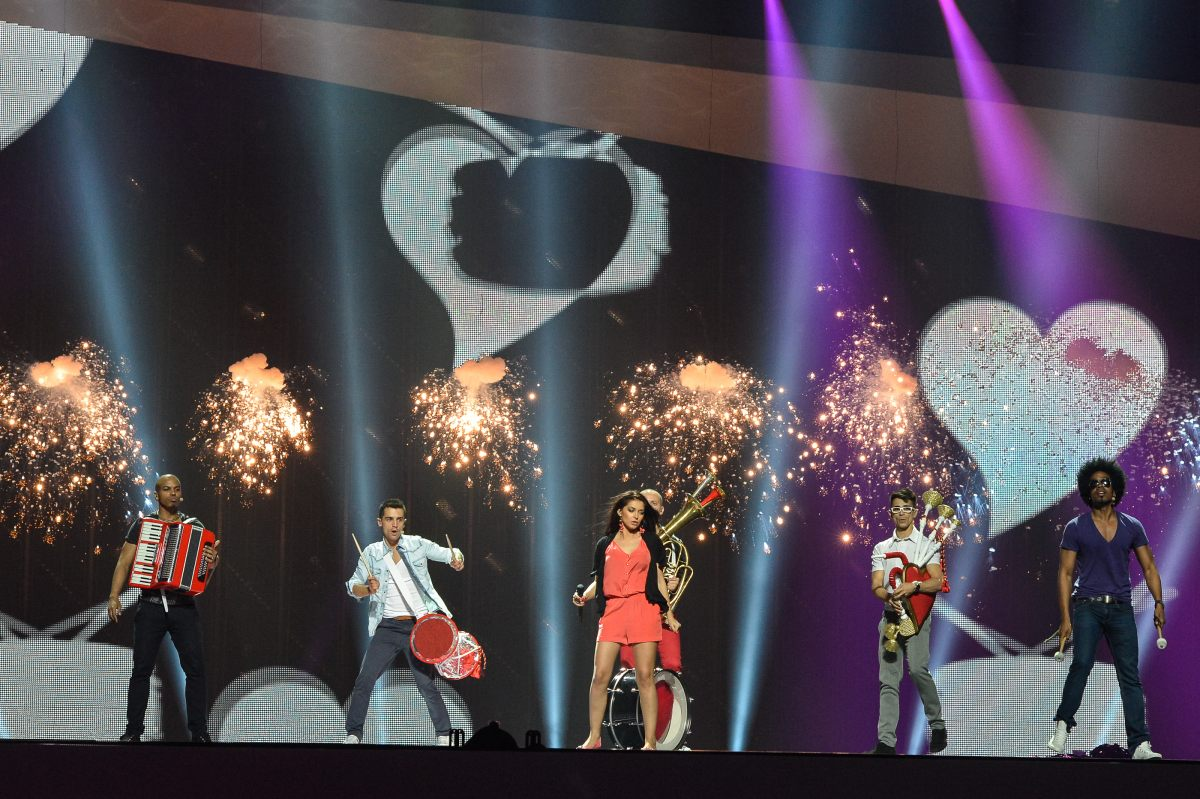
Mandinga 2012
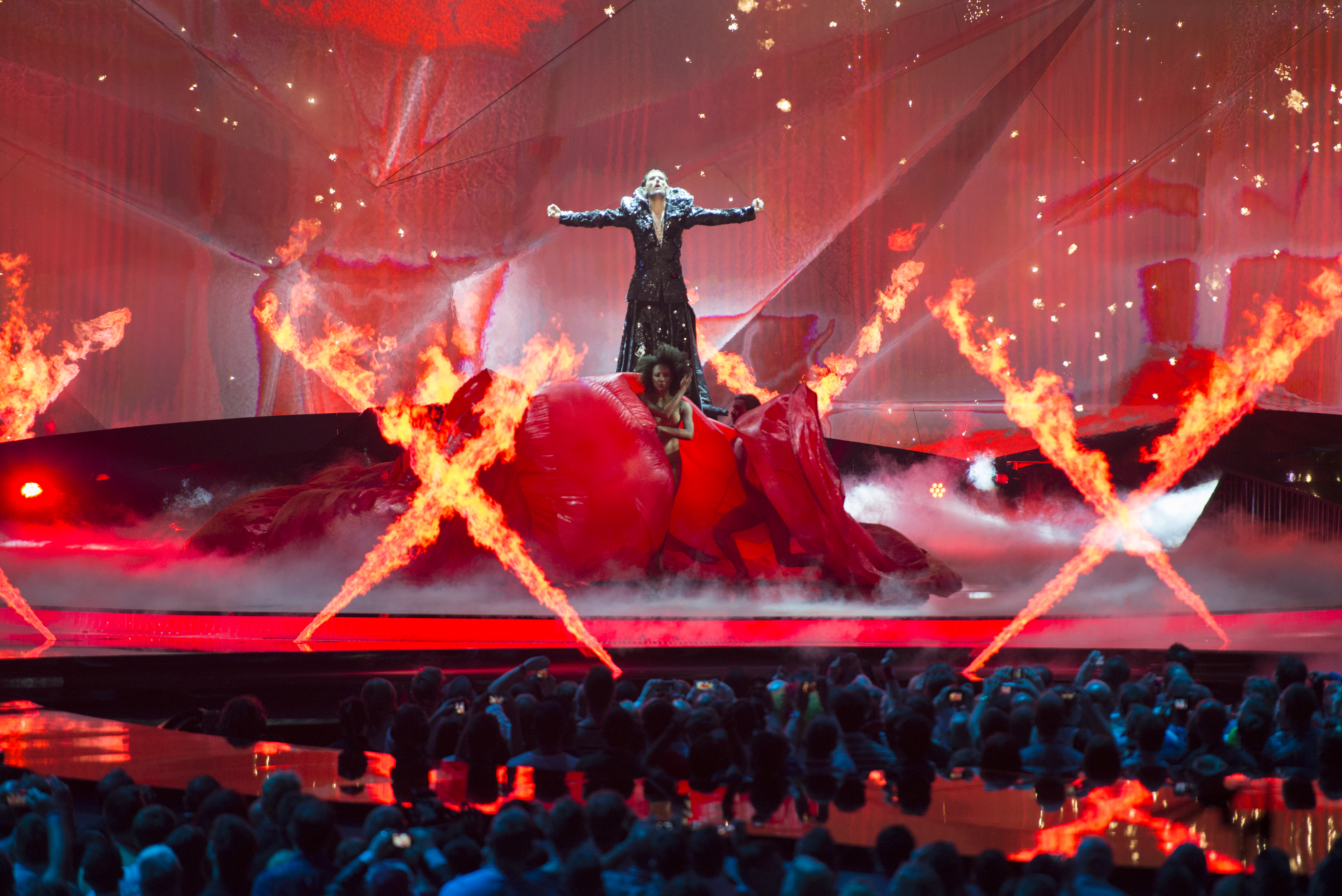
Cezar 2013
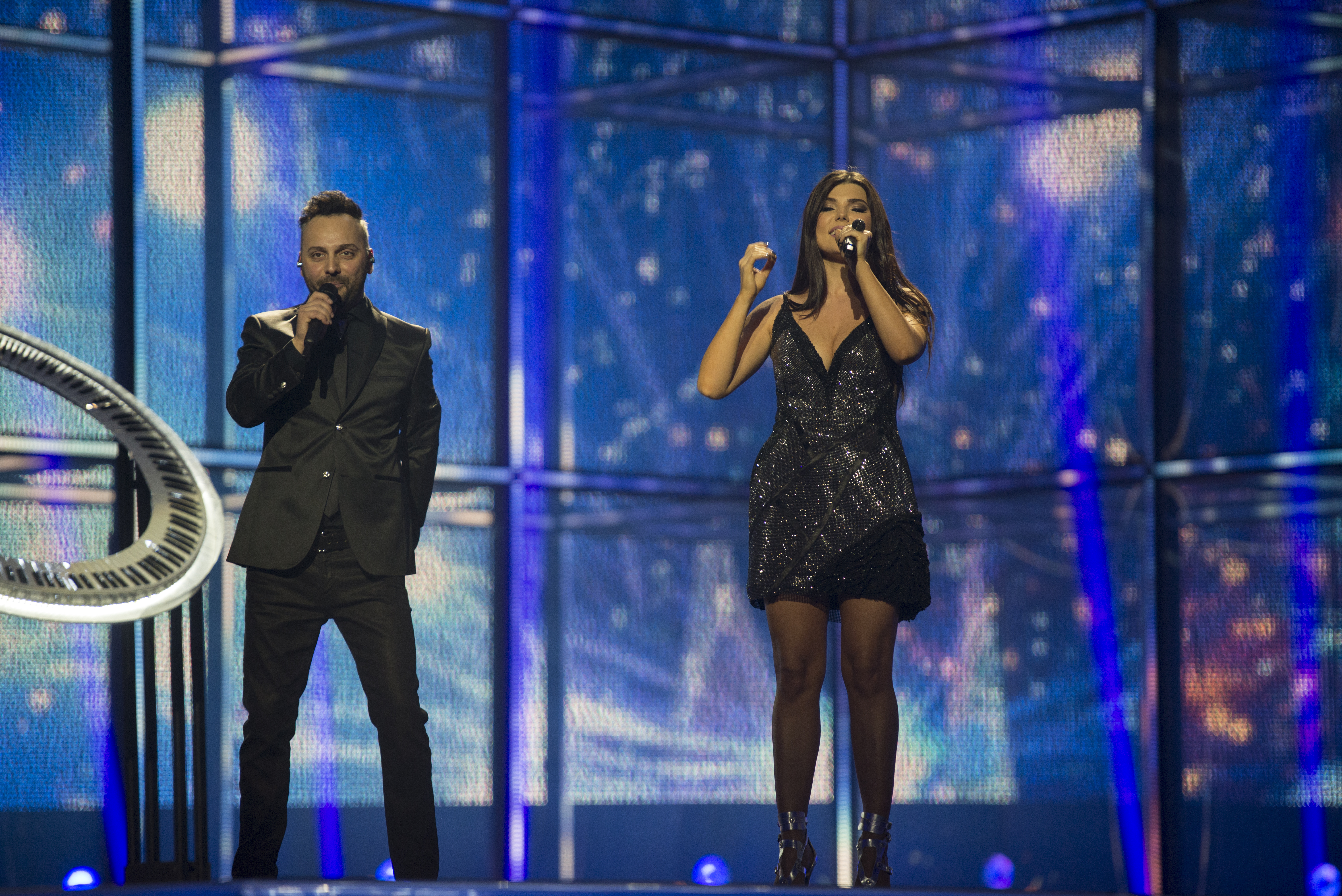
Paula Seling & Ovi 2014
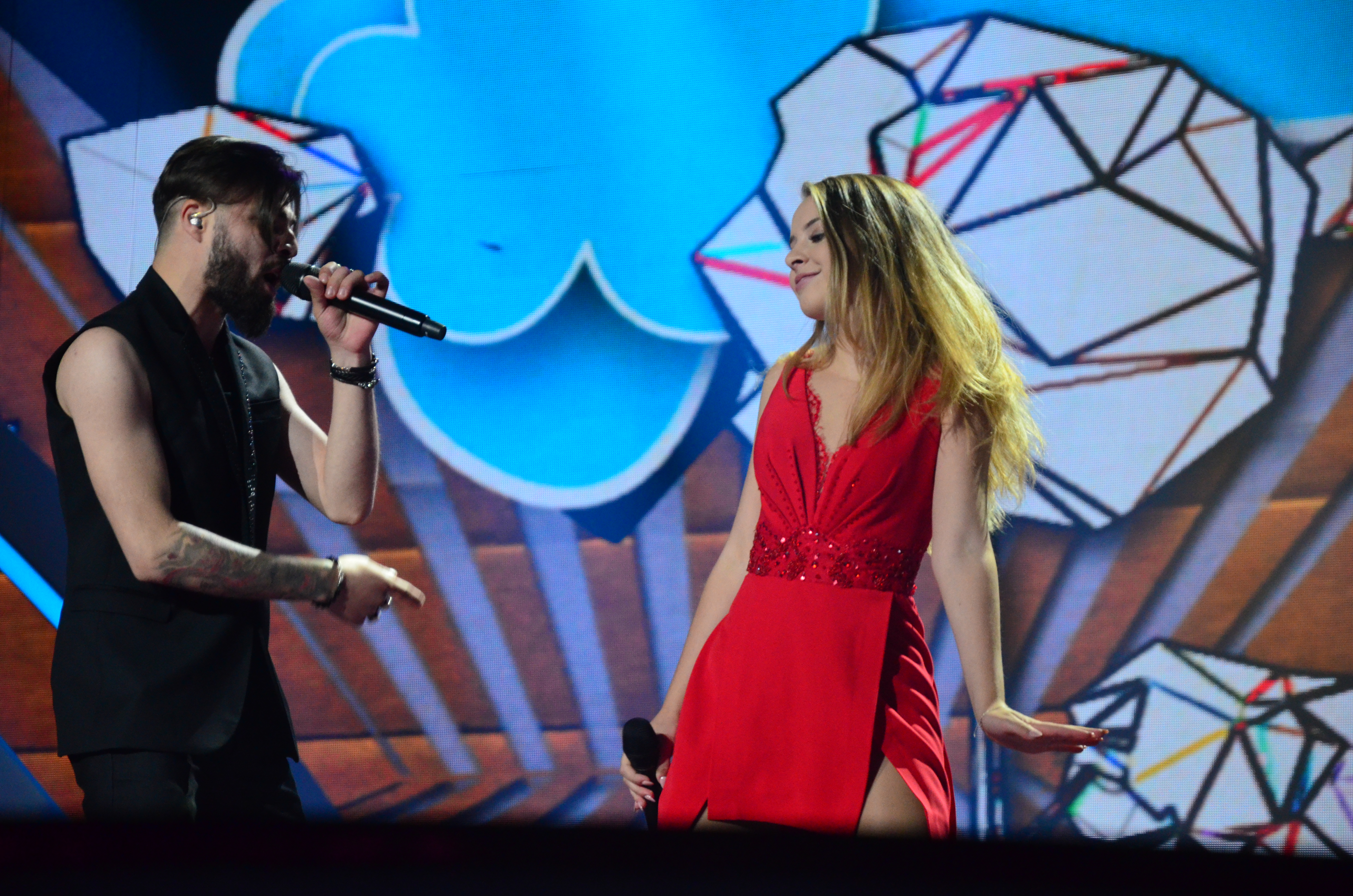
Ilinca feat. Alex Florea 2017
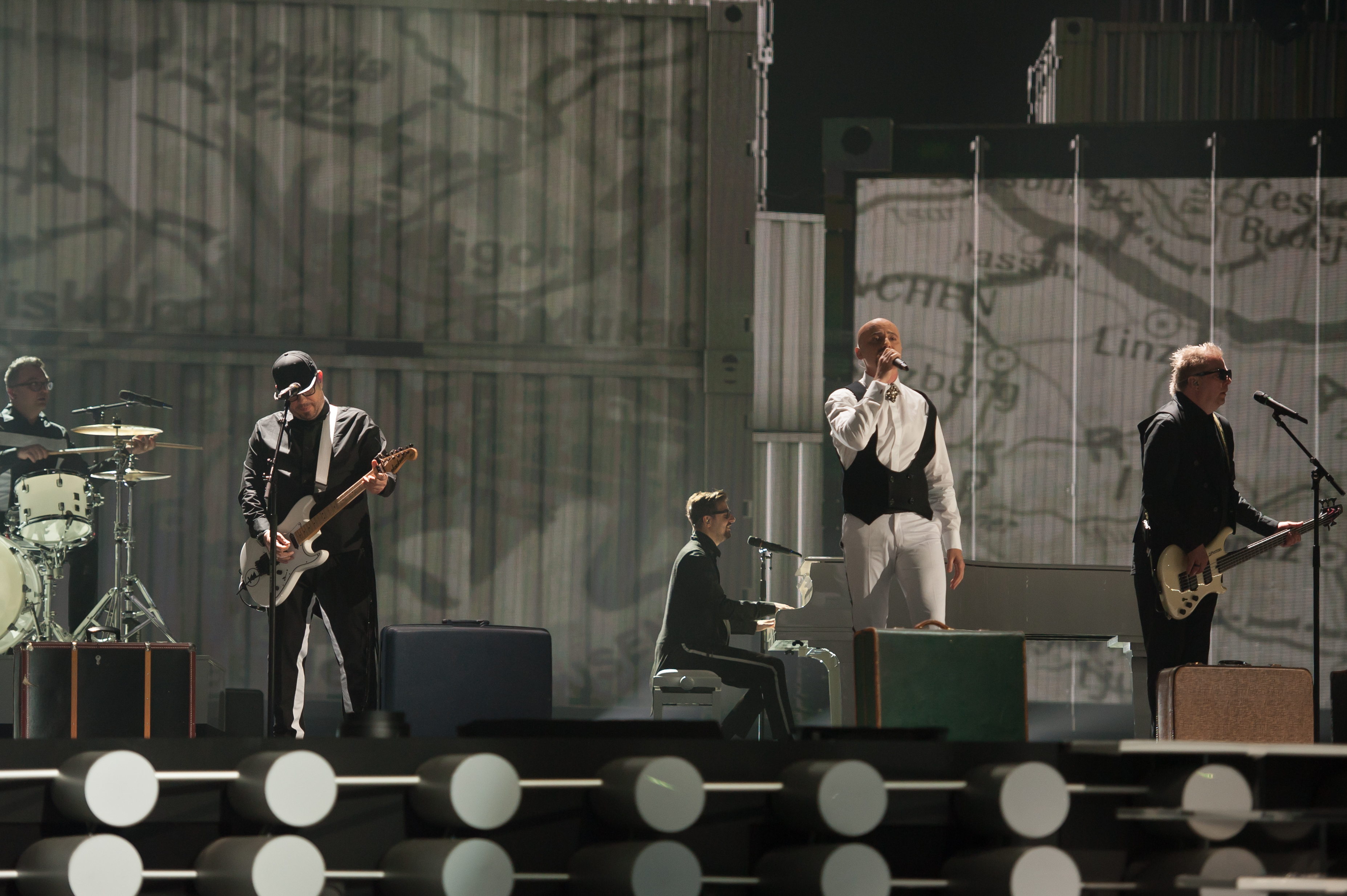
Voltaj 2015
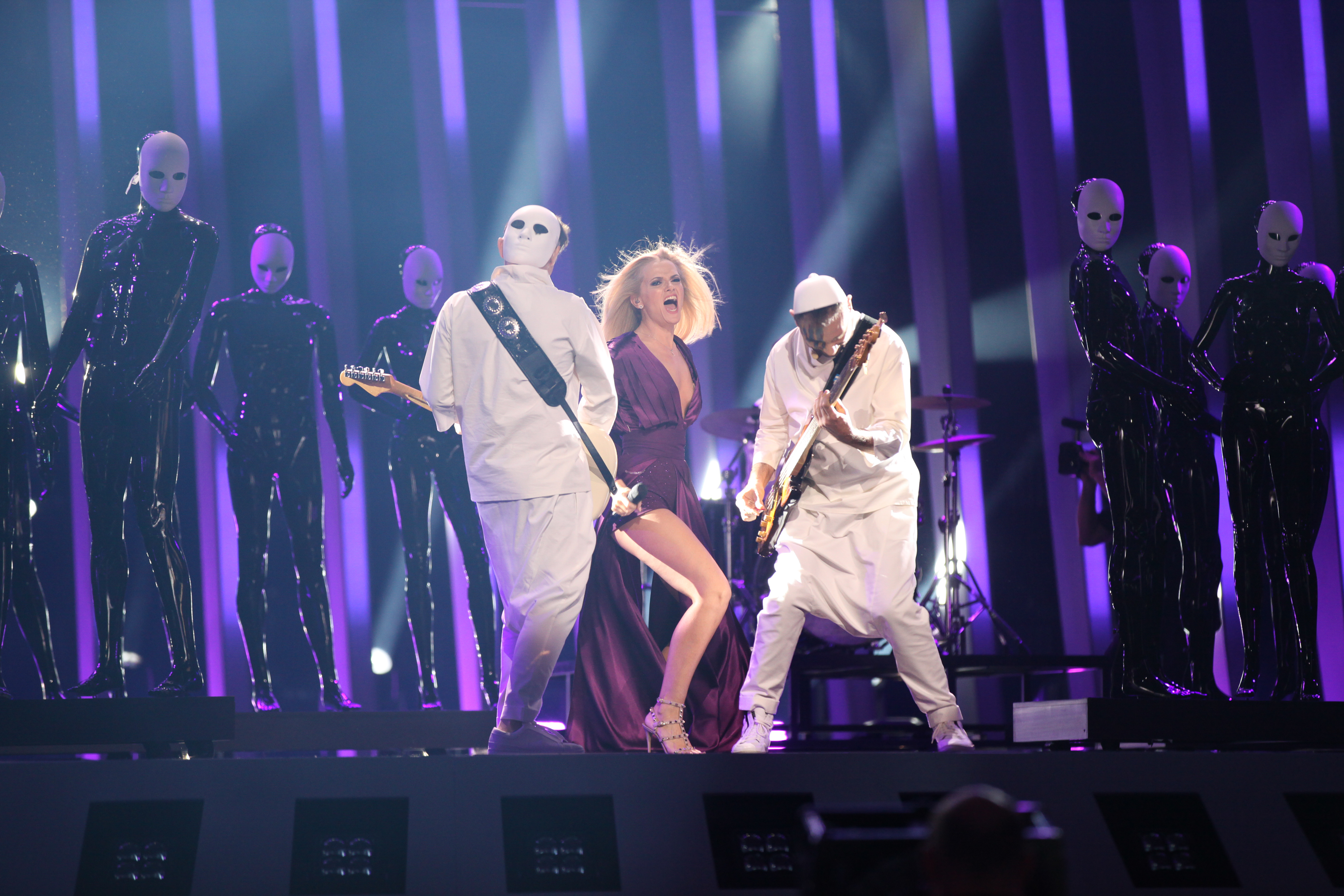
The Humans 2018
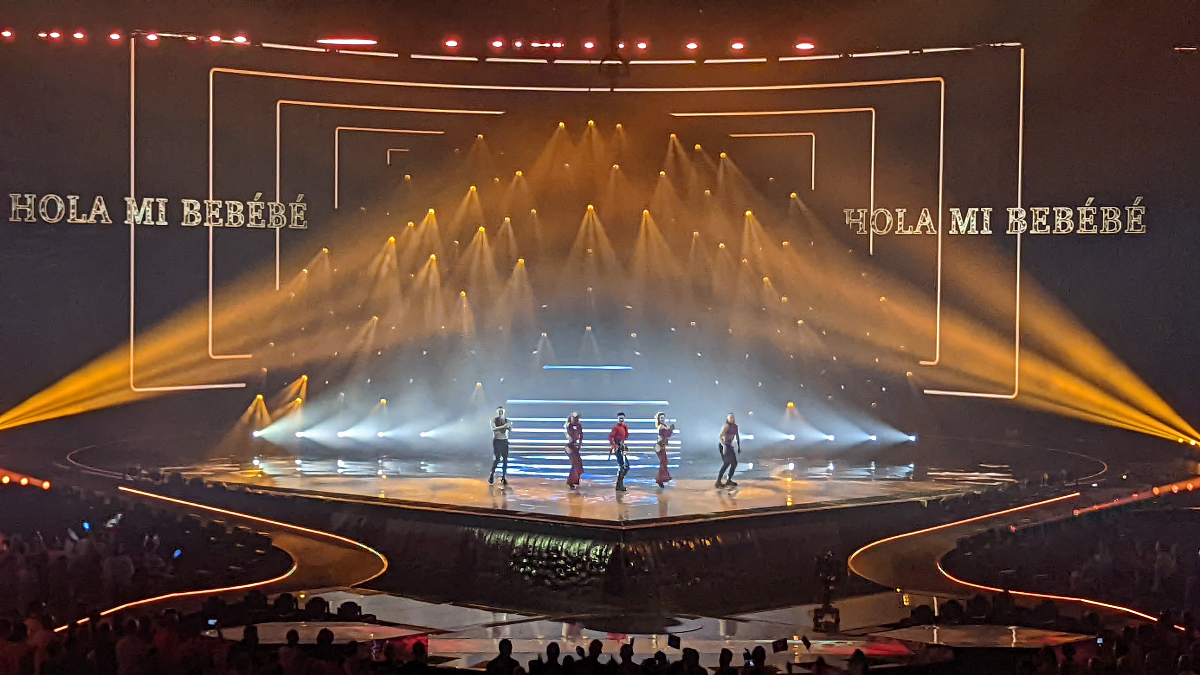
WRS 2022
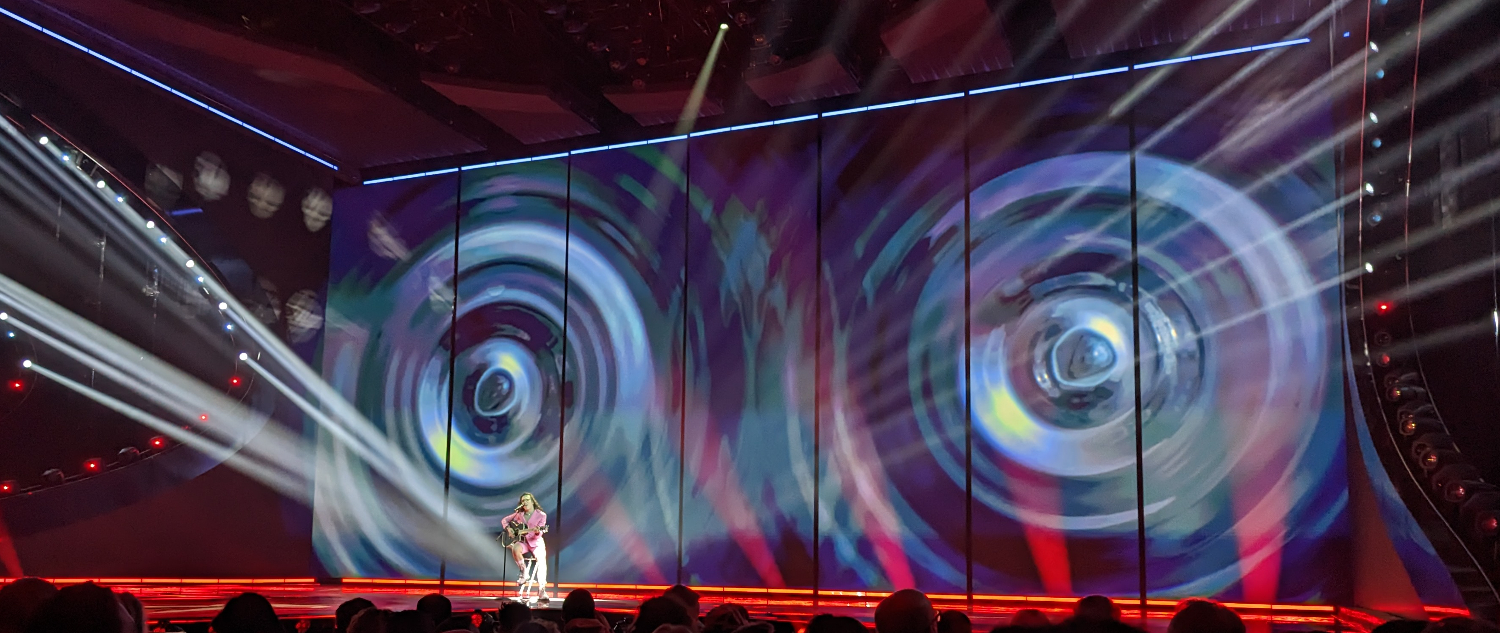
Theodor Andrei 2023